# Дурбин, Дик
Ри́чард Джо́зеф (Дик) Ду́рбин (англ. Richard Joseph "Dick" Durbin, 21 ноября 1944, Ист-Сент-Луис, Иллинойс, США) — старший сенатор США от штата Иллинойс, на посту с 1997 года. Он является помощником лидера меньшинства (организатором), вторым наиболее влиятельным членом демократического руководства сената, с 2015 года.

## Ранние годы, образование и карьера
Дурбин родился в Ист-Сент-Луисе, Иллинойс, в семье ирландоамериканца Уильяма Дурбина и рожденной в Литве Анны Куткин. Он окончил старшую школу в Ист-Сент-Луисе в 1962 году. Во время учебы в школе он работал на фабрике по упаковке мяса. Он получил степень бакалавра наук в школе иностранной службы Джорджтаунского университета в 1966 году. Во время учебы на четвертом курсе он был стажёром у сенатора Пола Дугласа. Дурбин получил степень доктора юриспруденции (J.D.) в школе права Джорджтаунского университета в 1969 году и был принят в коллегию адвокатов штата Иллинойс.
После окончания школы права он начал юридическую карьеру в Спрингфилде, Иллинойс. Он был юридическим советником вице-губернатора Пола Саймона в 1969—1972 годах и юридического комитета сената Иллинойса в 1972—1982 годах. Дурбин безуспешно баллотировался в Сенат Иллинойса в 1976 году и на пост вице-губернатора штата 1978 в году с Майклом Бакалисом (кандидат на пост губернатора). Они были побеждены действующими республиканцами, Джеймсом Томсоном и Дэйвом О’Нилом. После этого он работал помощником профессора в школе медицины университета южного Иллинойса и продолжал свою юридическую карьеру.

## Палата представителей США
В 1982 году Дурбин выиграл номинацию Демократической партии на место представителя 20-го округа штата Иллинойс в Палате представителей США. Он поднял серьезный шум выиграв действующего республиканца Пола Финдли, который прослужил в палате представителей 22 года. Вследствие процесса распределения 435 мест палаты представителей между штатами, Иллинойс потерял места, и округа, соответственно, изменили свои границы. Так получилось, что теперь в округе, который представлял Финдли было больше демократов чем республиканцев. В этой кампании Дурбин поставил акцент на безработицу и финансовые сложности, которые встречают фермеры, он также сказал, что его избрание в палату будет «посланием Вашингтону и президенту Рейгану, о том, что наши экономические стратегии не работают». Он получил пожертвования от многих про-израильских организаций по всей Америке. Всего Дурбин тогда собрал $417635 за год до выборов. Он был переизбран 6 раз, практически не получая оппозиции и получая более 55 % каждый раз кроме 1994 года.

## Сенат США

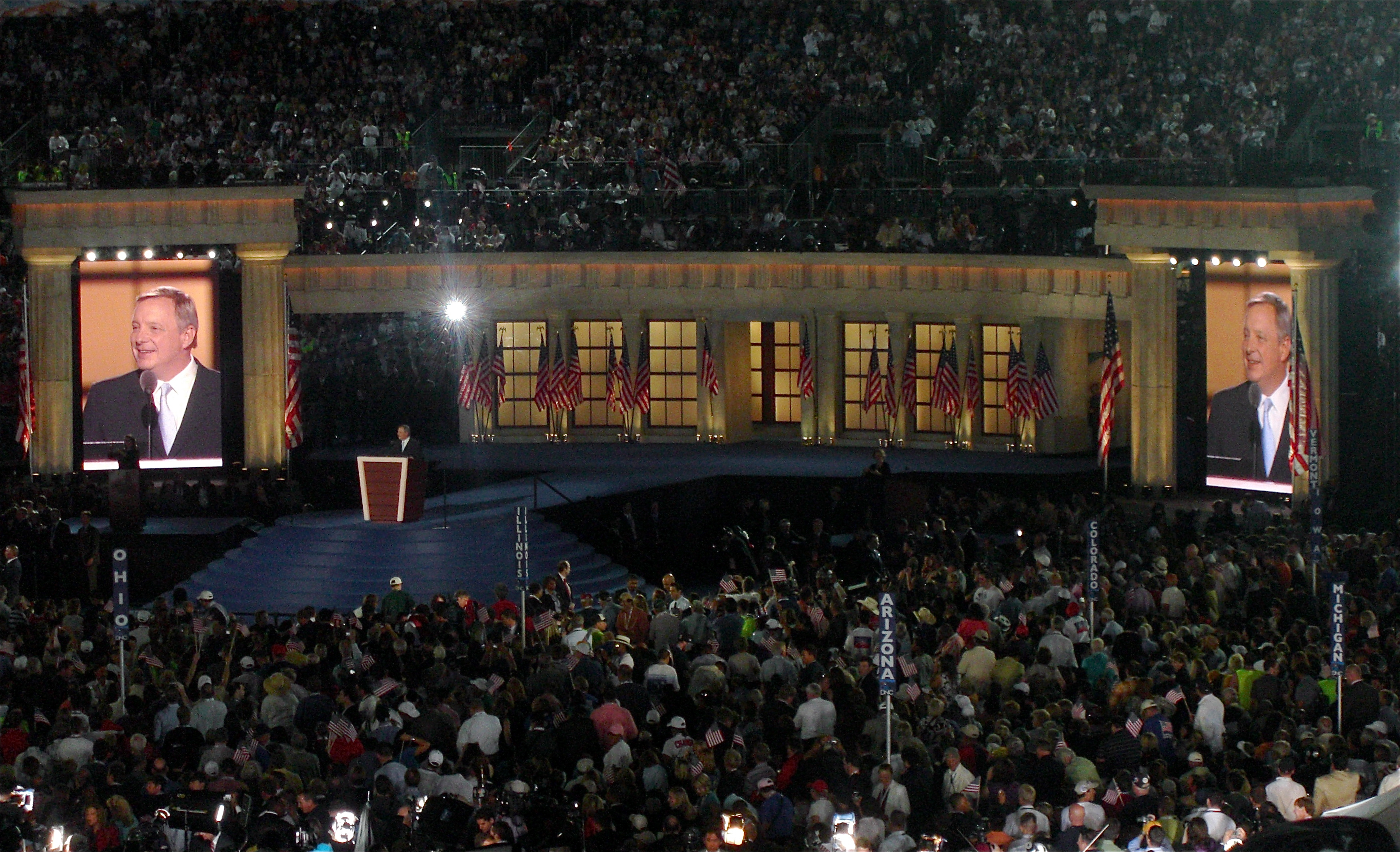
Дурбин представляет Барака Обаму, номинанта партии на пост президента, на национальной конвенции в 2008 году.

В 1996 году хороший друг Дурбина, сенатор Пол Саймон решил не баллотироваться на переизбрание. Дурбин решил баллотироваться на место друга. Он выиграл праймериз Демократической партии и стал её номинантом на основных выборах, на которых он победил члена палаты представителей Иллинойса с разницей в 15 % голосов. С того времени он был переизбран в 2002, 2008, 2014 годах и всегда получал минимум на 10 % больше голосов, чем республиканский оппонент. 

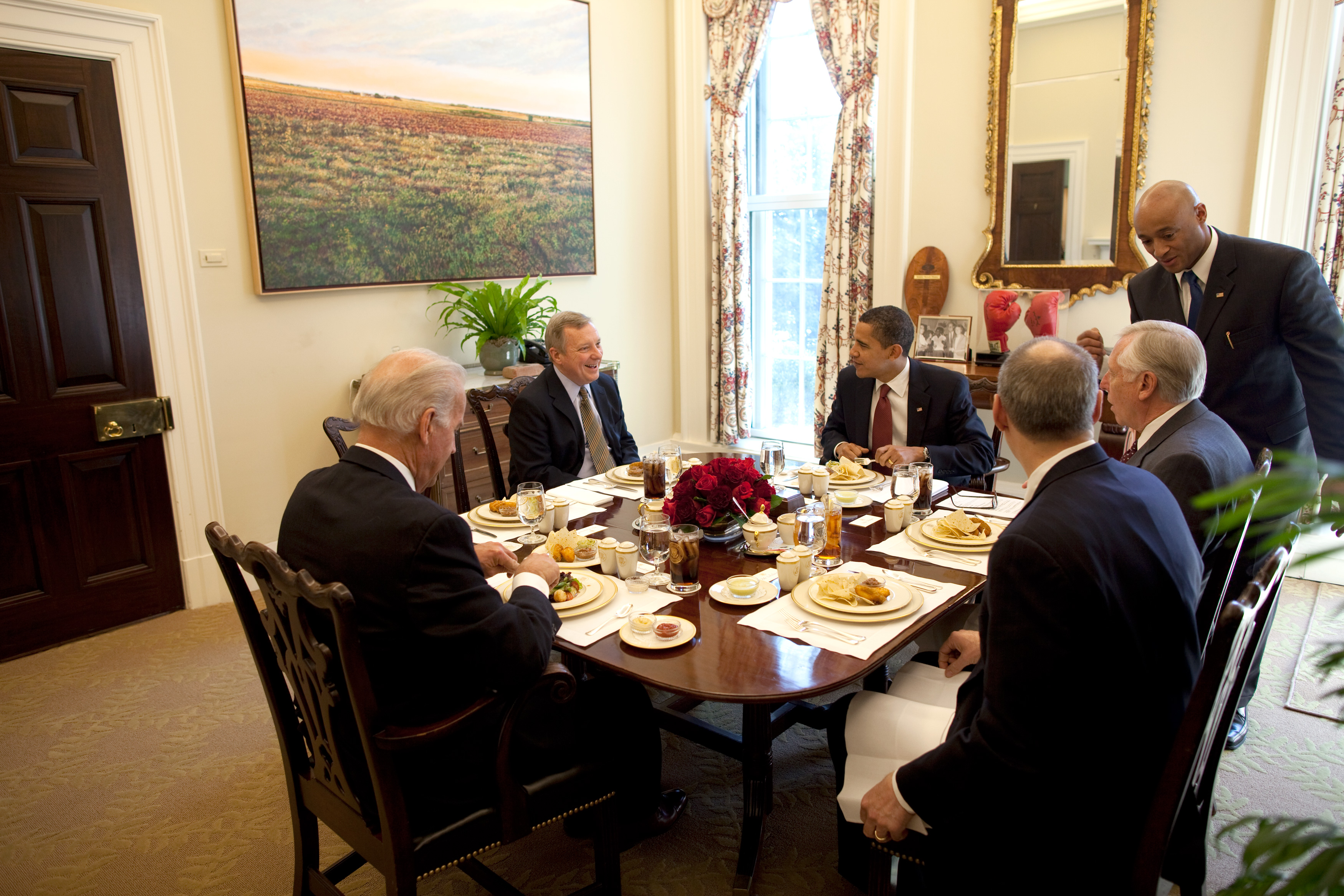
Дурбин обедает с Президентом Обамой, Вице-Президентом Байденом и другими.

### Комитеты
- Комитет по ассигнованиям
- Юридический комитет
- Комитет правил и управления

### Кокусы
- Кокус международного контроля наркотиков
- Кокус международной беседы
- Сенатский кокус диабета
- Сенатский кокус голода
- Сенатский кокус научного, технологического, инженерного и математического образования
- Кокус спортсменов
- Сенатский Украинский кокус

### Лидерство

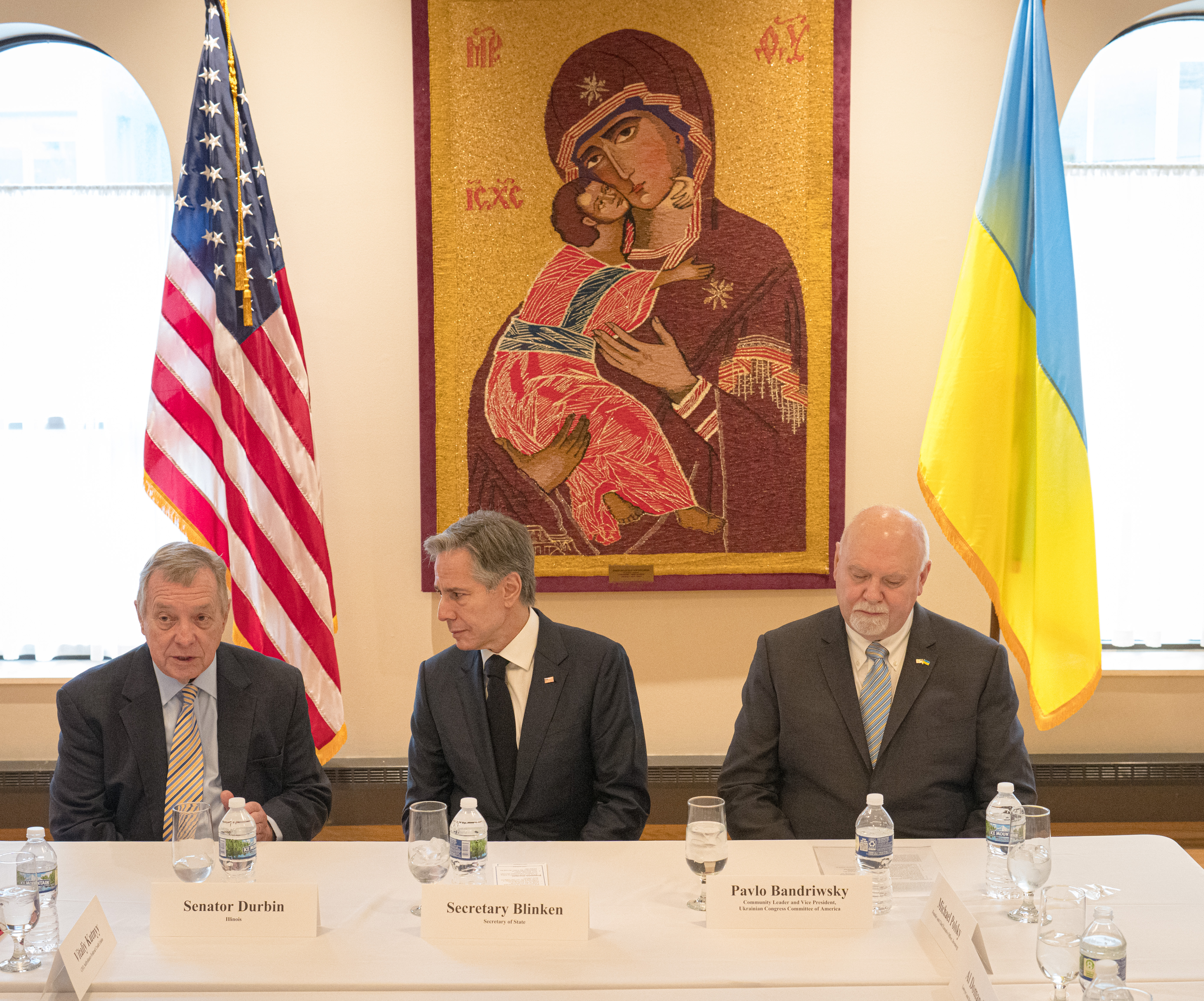
С Энтони Блинкеном на встрече с лидерами украинской диаспоры. Чикаго, 20 января 2023 года.

В ноябре 1998 года лидер меньшинства в Сенате Том Дэшл назначил Дурбина помощником Демократического Кнута. После выборов 2004 года Дурбин стал лидером Демократической партии на 109-м Конгрессе. Он стал первым сенатором от Иллинойса, который стал сенаторским кнутом после Эверетта Дирксена в конце 1950-х годов, и пятым, кто руководил Сенатом. Дурбин был помощником лидера меньшинства с 2005 по 2007 год, когда демократы стали партией большинства в Сенате. Затем он взял на себя роль помощника лидера большинства или Кнута большинства.
Помимо своих обязанностей в собрании, Дурбин возглавляет Подкомитет по правам человека и Подкомитет по финансовым услугам и государственному управлению.
Сообщается, что в 2000 году кандидат в президенты от Демократической партии Эл Гор рассматривал возможность попросить Дурбина стать его напарником на пост вице-президента Соединенных Штатов.  В конечном итоге Гор выбрал сенатора от Коннектикута Джо Либермана.
Когда в 2010 году лидер большинства Гарри Рид столкнулся с трудной борьбой за переизбрание, некоторые эксперты предсказывали возможную ожесточенную борьбу за его место между Дурбином и сенатором Чаком Шумером, хорошо известным своим умением собирать средства. Переизбрание Рида сделало такие предположения спорными. В 2021 году Дурбин снова стал кнутом большинства в Сенате на 117-м Конгрессе, а также стал председателем Судебного комитета Сената. Это первый случай, когда председателем этого комитета является представитель любой из партий.

## Политические позиции
Дурбин — один из самых либеральных членов конгресса. Прогрессивный журнал Mother Jones назвал его самым либеральным сенатором. Его позиции почти полностью сходятся с позициями партии и его работа — следить за тем, чтобы все демократы голосовали по линии партии. Как адвокат, он имеет превосходные дискуссионные способности. Лидер большинства Гарри Рид даже назвал его «лучшим дебэйтером сената» (участником дискуссий).

## Личная жизнь
Сенатор Дурбин и его жена Лоретта имеют двух детей, Пол и Дженифер, их третий ребёнок, Кристин умерла в больнице из-за осложнений порока сердца 1 ноября 2008. Личная резиденция Дурбинов находится в Спрингфилде, однако, когда конгресс в сессии, они живут в Вашингтоне, в арендованной квартире рядом с политиками-демократами Чаком Шумером, Джорджем Миллером и Биллом Делахунтом.

## Награды
- Медаль Мхитара Гоша (16 декабря 2021 года, Армения) — по случаю 30-летия установления дипломатических отношений между Республикой Армения и Соединёнными Штатами Америки, за значительный вклад в укрепление и развитие армяно-американских дружественных отношений и защиту общечеловеческих ценностей[17].
- Памятный знак за личный вклад в развитие трансатлантических отношений Литвы и по случаю приглашения Литовской Республики в НАТО (12 февраля 2003 года, Литва)[18].